# İdris Güllüce
İdris Güllüce török politikus, miniszter (Hasankale, 1950. február 11. –). Recep Tayyip Erdoğan kormányában környezetvédelmi és várostervezési miniszter 2013. december 26. óta, valamint Isztambul tartomány parlamenti képviselője (AKP).

## Életrajz
A Yıldız Műszaki Egyetem Építőmérnöki Karán szerzett diplomát, majd a gebzei Technológiai Intézetben szerzett mesterfokozatot szervezeti menedzsment szakon, ezt követően Líbiában dolgozott.
A politikai karrierjét helyi szinten kezdte, az isztambuli Tuzla körzet polgármestereként. Később tagja volt az üsküdari városi tanácsnak, valamint az isztambuli városi tanács alelnökeként kiadott egy könyvet A regionális kormányzatok problémái és azok megoldásai címmel.
2007-ben az általános választásokon tagja lett a török parlamentnek, majd 2011-ben újraválasztották. 2009–2013 között a parlament Közmunkaügyi, Közlekedési és Idegenforgalmi Bizottságának volt az elnöke.

## A 2013-as korrupciós botrány
A botrány kitörését követően nevezték ki miniszternek.

## Magánélete
Nős, öt gyermeke van, és középszinten kommnikál angolul, arabul.

## Fordítás
- Ez a szócikk részben vagy egészben  a(z)   İdris Güllüce című török Wikipédia-szócikk fordításán alapul.  Az eredeti cikk szerkesztőit annak laptörténete sorolja fel. Ez a jelzés csupán a megfogalmazás eredetét és a szerzői jogokat jelzi, nem szolgál a cikkben szereplő információk forrásmegjelöléseként.
- Ez a szócikk részben vagy egészben  a(z)   İdris Güllüce című angol Wikipédia-szócikk fordításán alapul.  Az eredeti cikk szerkesztőit annak laptörténete sorolja fel. Ez a jelzés csupán a megfogalmazás eredetét és a szerzői jogokat jelzi, nem szolgál a cikkben szereplő információk forrásmegjelöléseként.